# Мальо, Маруха
Мару́ха Ма́льо (исп. Maruja Mallo, полное имя Ана Мария Гонсалес Мальо (исп. Ana María González Mallo); 5 января 1902, Виверо, Луго — 6 февраля 1995, Мадрид) — испанская художница, представительница группы «Поколение 27 года».

## Биография
Родилась в Галисии, была четвертым ребенком из четырнадцати детей, старшая сестра скульптора Кристино Мальо. С детства любила перерисовывать иллюстрации из журналов. В 1922 году поступила в Королевскую академию изобразительных искусств в Мадриде, училась до 1926 года. В Мадриде присоединилась к творческой группе «Поколение 27 года», в которую входили Сальвадор Дали, Грегорио Прието, Федерико Гарсия Лорка, Маргарита Мансо, Луис Бунюэль, Мария Самбрано, Рафаэль Альберти и другие.
В 1927 году вошла в группу художников и скульпторов, складывавшуюся вокруг Альберто Санчеса и Бенхамина Паленсии. Познакомилась с Мигелем Эрнандесом, иллюстрировала его книгу «Неугасимый луч». Ортега-и-Гассет, увидевший её работы в 1928 году, организовал выставку работ художницы в редакции своего журнала Revista de Occidente. Картины Мальо этого периода следовали течению новой вещественности и магического реализма (по определению Франца Роха от 1925 года).
В 1932 году по стипендии приехала в Париж, где познакомилась с кругом сюрреалистов Андре Бретона (Элюар, Магритт, Макс Эрнст, Миро, Кирико) и с Пабло Нерудой. Первая выставка Мальо в Париже состоялась в галерее Пьера Лёба в 1932 году. С нее начался сюрреалистический период творчества художницы. Манера Мальо настолько изменилась и достигла такого мастерства, что сам Бретон купил в 1932 году картину под названием «Пугало». Между художниками возникает дружба, Бретон знакомит Мальо с Жаном Кассу, Пикассо, Жоаном Миро, Арагоном, Жаном Арпом и творческой группой «Абстракция-Творчество».
Вернувшись в Мадрид, Мальо занималась преподавательской деятельностью, увлеклась керамикой. Выставлялась с сюрреалистами в Лондоне и Барселоне. В творчестве художницы начинается этап, на котором проявляется интерес к геометрическому и внутреннему порядку природы. Она формулирует такие понятия, как живая математика скелета, интересуется созданием универсального языка, основанного на принципах геометрии, который соответствует конструктивным принципам Хоакина Торреса-Гарсии.
К этому моменту Мальо приобретает такую известность, что французское правительство приобретает одну из её картин для собрания Государственного музея современного искусства.
Гражданская война застала её в Галисии, откуда она перебралась в Португалию (большинство её керамических работ этого периода погибли). Её подруга Габриела Мистраль помогла ей переправиться в Буэнос-Айрес, получив приглашение от Ассоциации друзей искусства для чтения серии лекций на популярную тему испанского искусства. В Аргентине Маруха Мальо сблизилась с кругом журнала «Sur», познакомилась с Борхесом и его сестрой Норой, дружила с Рамоном Гомесом де ла Серна (в 1942 году он написал предисловие к каталогу её выставки). Художница жила между Уругваем и Аргентиной, выставлялась в Париже и Нью-Йорке.
После прихода к власти Перона (1943) Мальо переехала в США, а оттуда в 1965 году вернулась в Испанию и поселилась в Мадриде. Бывшая одной из крупнейших фигур довоенного сюрреализма, Мальо утратила всякую известность на родине и её общественная жизнь сходит на нет. Но художнице это безразлично, она поселяется на улице Нуньес де Бальбоа в Мадриде, и символически вновь рисует обложку Revista de Occidente.
В 1979 году Мальо начинает свой последний живописный период « Los moradores del vacío» (Жители пустоты). Художнице на тот момент было семьдесят семь лет, но она все еще сохраняла свежесть и жизненную силу, которые сопровождали её на протяжении всей жизни.

## Признание
В 1980-х годах у Мальо проходит несколько выставок, художницу награждают Золотой медалью за заслуги в изобразительном искусстве (1982) и Мадридской премией в области пластических искусств.
В 1990 году она получает золотую медаль Мадридской общины, а в 1991 году медаль Галиции. В 1992 году, по случаю 90-летия художницы, в галерее Гильермо де Осма в Мадриде проводится выставка, на которой впервые представлена серия картин, написанных во время изгнания. В 1993 году в Сантьяго-де-Компостела проходит большая ретроспективная выставка, открывающая новый Галисийский центр современного искусства. Позже выставка передана в Национальный Музей изящных искусств Буэнос-Айреса.
6 февраля 1995 года Маруха Мальо скончалась в Мадриде в возрасте девяноста трех лет.
В 2018 году работы Мальо экспонировались в Нью-Йорке в рамках проекта MARUJA MALLO PAINTINGS 1926-1952 на выставочной площадке Ortuzar Projects в Трибеке, Нью-Йорк.

## Память
В Виверо, родном городе художницы, планируется строительство постоянного музея и центра изучения её работ. Именем Марухи Мальо назван проспект в мадридском районе Орталеза. В честь художницы названы улицы в таких городах, как Альмерия, Эстепона и Мерида.